# Hochburg-Ach
Hochburg-Ach je obec v okrese Braunau v rakouské spolkové zemi Horní Rakousy.

## Geografie
Hochburg-Ach leží v oblasti Innviertel na hranicích s Německem, přímo naproti bavorskému městu Burghausen a východně od řeky Salzach. Přibližně 42 % rozlohy obce tvoří lesy a 52 % zemědělská půda.

## Významné osobnosti
- Franz Xaver Gruber (1787–1863), učitel na základní škole, kostelní varhaník a hudební skladatel[2]